# Antoni Llull i Cases
Antoni Llull i Cases (Ciutat de Mallorca, 1510 - Besançon, Franc Comtat, 1582) va ser un filòsof i teòleg mallorquí.
Va ser neneficiat de la Seu de Mallorca. Es traslladà a Borgonya, on s'instal·là a la cort dels Baume, senyors d'Illems. Va ser vicari general de la diòcesi de Besançon. Estudiós de la filosofia i les llengües llatina, hebrea, grega i siriaca. Aprofundí en l'obra de Ramon Llull i mantengué corresponsència amb humanistes com Erasme de Rotterdam i Pierre de la Ramée. És autor de diverses obres filosòfiques.
Destaca la seva aportació en l'àmbit de la retòrica on rebutja el verbalisme buit així com un mentalisme que ignora la força de la paraula. Descarta la retòrica verbalista i la retòrica filosòfica i proposa una subordinació del com es diu al què es diu, ja que el discurs és l'obra de la raó, i la raó és, segons Llull, un ràpid moviment del pensament (cogitationis celer quidam motus), originat en la llum de la ment i de la intel·ligència; així que el pensament (cogitatio), sorgit mitjançant els conceptes de les coses i els preceptes de la filosofia, governa la ment amb la tècnica. El discurs implica, doncs, la invenció i la deliberació, per una part; l'eloqüència per una altra.

## Obres
- Progymnasmata Rethorica ad Franciscum Baumensem (Basilea, 1550, amb edicions posteriors de 1551 i 1572).
- Philosophia rationalis (no consta la seva edició).
- Tractat de música (Llull fa referència a aquesta obra, però es desconeix si s'imprimí).
- Praeparatio graeca in Basilii magni libellum de exercitatione grammatica (Basilea, 1553).
- Antonii Lulli Balearis de oratione libri septem (Basilea, 1558).